# Satí (obřad)

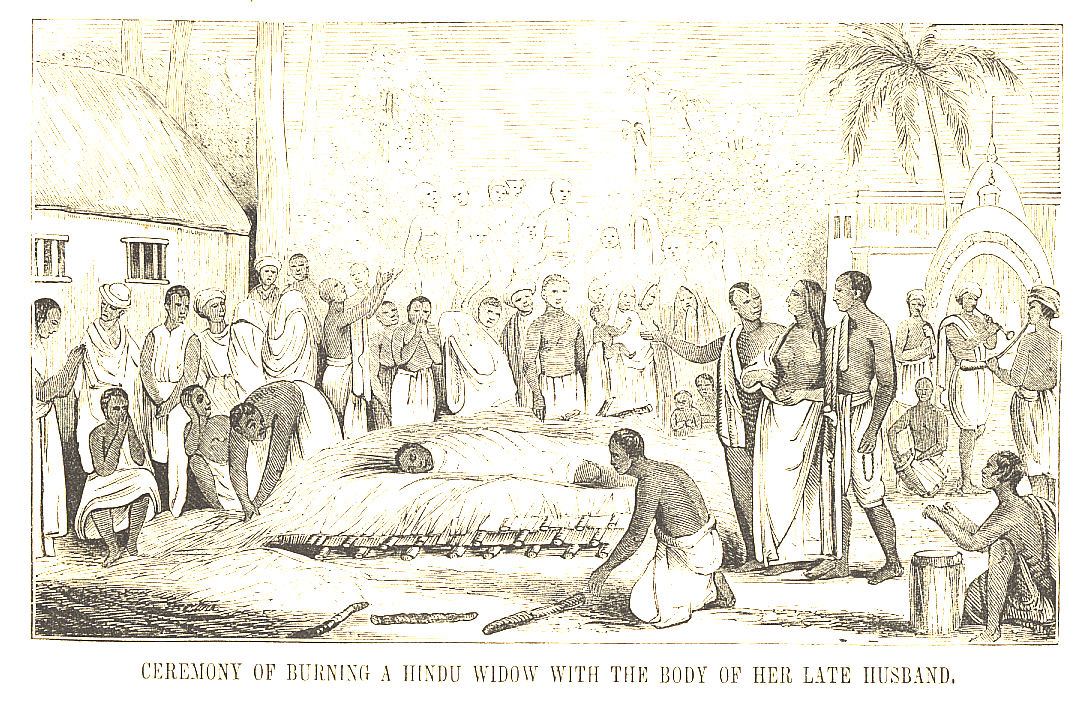
Rituální obřad Satí

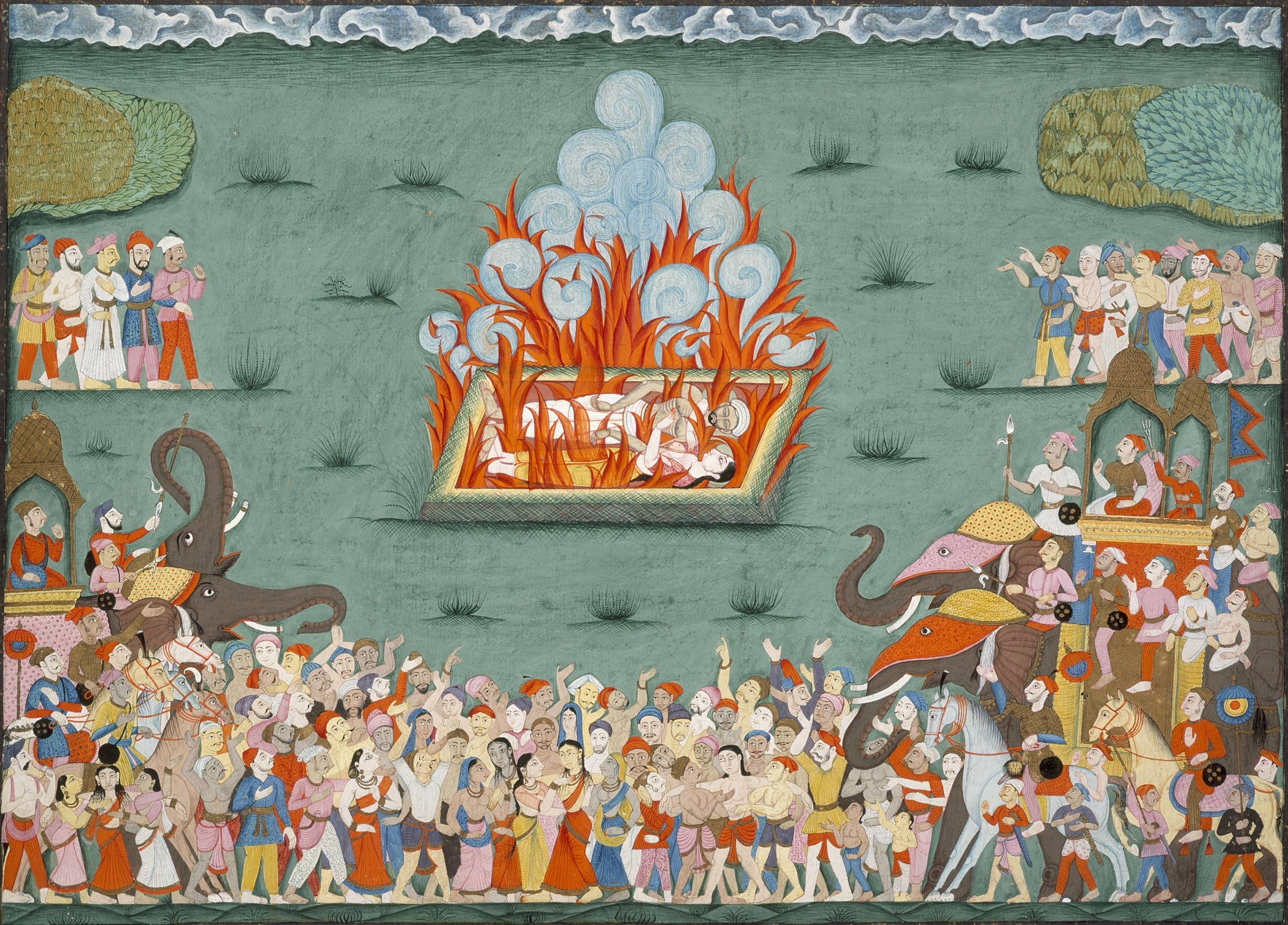
Umělecké ztvárnění rituálu Satí

Satí (v sanskrtu dobrá žena nebo ctnostná žena) je védský zvyk, spočívající v rituálním sebeupálení vdovy spolu s tělem jejího mrtvého manžela. Výsledky uvádí Garuda Purána 2.4.90-100. Podle verše 93 taková žena zůstane v nebi s manželem po dobu vlády 14 Indrů, tj. jednu kalpu.
Hindské ženy pokládaly satí za privilegium a často bojovaly o právo na takovou smrt. Žena, která Satí nepodstoupila, již neuzavřela manželství a žila v celibátu, často s oholenou hlavou.

## Historie
Název je odvozený ode jména bohyně Satí, ženy (šakti) boha Šivy, která jako první provedla sebeupálení na protest proti urážce Šivy jejím otcem Dakšou. Britští kolonialisté provádění tohoto rituálního obřadu v roce 1829 úředně zakázali, neboť byl považován za nehumánní a býval i zneužíván příbuznými, kteří do něj vdovu nutili. I přesto v něm Indové i nadále pokračovali.

### Doložené případy upálení vdov v Indii (20.–21. století)
Ve 20. století avšak došlo v Indii i nadále k několika provedení tohoto zakázaného rituálního obřadu, a to např. v Rádžasthánu na severu země, či Madhjapradéši v centrální části země:
1. V případě prvním se jednalo o Rúp Kánvár, 18letou dívku z vesnice Deorala v Rádžastánu, jejíž nečekaná smrt na hranici v roce 1987 šokovala celou zemi.[6]
2. V případě druhém se jednalo o 65letou ženu, Kuttu Baiovou, z regionu Panna v Madhjapradéši, jejíž záchraně v roce 2002 zase navzdory zasahujícím policistům vzdorovali sami místní vesničané, a to dokonce v počtu 4000 lidí.[7]
3. V případě třetím se jednalo o upálení ženy jménem Janakrani, ke kterému došlo v roce 2006 ve vesnici Tuslipar ve svazovém státě Madhjapradéš.[8]